# Datief
De datief (Latijn dare, datum = geven, gegeven) of derde naamval is in veel talen een van de mogelijke vormen van het indirect object, die meestal de functie van meewerkend voorwerp weergeeft.

## Geschiedenis van de Indo-Europese datief
De datief is een van de acht oorspronkelijke naamvallen die het Proto-Indo-Europees, waar alle Indo-Europese talen en dus ook het Nederlands van afstammen, rijk was. De datief is van de acht een van de langst overlevende naamvallen, die nog in een ruim aantal talen voorkomt. Dit geldt voor Germaanse talen als IJslands en Duits en voor de meeste Baltische en Slavische talen. Ook Latijn, Klassiek Grieks en Keltisch kenden deze naamval nog, maar in de Romaanse talen (met uitzondering van het Roemeens), modern Grieks en modern Iers is de naamval verdwenen. Dat geldt ook voor het Nederlands, op enkele versteende uitdrukkingen na.
Andere taalfamilies zoals de Fins-Oegrische kennen een nog veel ingewikkelder systeem van wel 15 of nog meer naamvallen, waar ook de datief deel van uitmaakt.

## Betekenis en gebruik
In de meeste Indo-Europese talen heeft de datief de functies overgenomen van een aantal andere naamvallen, in het bijzonder die van de locatief, de instrumentalis. In het Oergermaans en klassiek Latijn waren de functies van deze naamval al geïntegreerd in met name datief en/ of de ablatief. In andere talen, zoals het Pools, Russisch en Litouws, worden de locatief en de instrumentalis tot op de dag van vandaag nog met aparte vormen onderscheiden (zie ook synthetische en analytische talen).
Dit verklaart ook waarom de datief tegenwoordig in bijvoorbeeld het Duits veelal de functie heeft van bijwoordelijke bepaling van plaats, tijd, middel enz., al dan niet in combinatie met een voorzetsel dat wordt vertaald als bijvoorbeeld te, bij, in of met.
Weinig voorkomende datiefvormen zijn de datief van standpunt en de ethische datief.

## Datief in het Nederlands
In een vrij groot aantal versteende uitdrukkingen is de datief nog wel te vinden, zoals in den beginne, bij monde van of ter bestemde plaatse.
Het Wilhelmus vertoont nog echte datiefvormen met verbogen lidwoorden, bijvoorbeeld in de regel den vaderland getrouwe ("Trouw aan het vaderland")
Ook in de Statenvertaling (der Bijbel) komt de datief nog voor, bijvoorbeeld (Richteren 8:16):
- En hij nam de oudsten dier stad, en doornen der woestijn, en distelen, en deed het den lieden van Sukkoth door dezelve verstaan.

Hierbij is te zien dat de datief-meervoud ook als lidwoord den had.
De oude datiefvormen van het lidwoord waren:
- datief mannelijk enkelvoud: den, enen
- datief vrouwelijk enkelvoud: der, ener
- datief onzijdig enkelvoud: den, enen
- datief meervoud: den, /

Onzijdige en mannelijke zelfstandige naamwoorden kregen in de regel de uitgang -e in de datief (vgl. het Duitse im Lande).
Voorzetsels als met, van, in, bij en vooral te komen nog in een aantal vaste uitdrukkingen in combinatie met een datief voor:
- met voorbedachten rade
- van (ganser) harte!
- in goeden doen
- te allen tijde
- te goeder trouw
- ten huize van
- bij deze(n)

De datiefvormen van het bepaald lidwoord worden in de regel samengetrokken met het voorzetsel te: te + den → ten, te + der → ter (vgl. het Duitse zur). Dit voorzetsel komt nog steeds vrijwel altijd in combinatie met een (versteende) datief voor:
- ter zee
- ten tijde van

Soms zijn de vormen ook verbasteringen, waarbij men het met het oorspronkelijke woordgeslacht niet al te nauw neemt:
- ter harte in plaats van het hart → *ten harte

## Datief in het Latijn
De datief vervulde in het klassiek Latijn primair de functie van meewerkend voorwerp, maar had daarnaast ook al andere functies zoals "datief van voor- of nadeel" of "het voorwerp van doel". Deze laatste staat na specifieke werkwoorden (bijvoorbeeld esse, dare, dicere, ducere, habere en tribuere). Daarnaast is er de datief van bezit die steeds bij esse ("zijn") staat en een bezitsrelatie uitdrukt (de dativus possessivus).
De datief staat meestal bij werkwoorden, maar ook adjectieven kunnen de dominant zijn. Deze adjectieven hebben dan de betekenis van "gelijk, nabij, bevriend of geschikt". (bijvoorbeeld par tibi). Ook kan er een datief van voor- of nadeel een adjectief als dominant hebben.
Prefixdatieven zijn datieven die worden voorafgegaan werkwoorden met een specifiek voorvoegsel (ad, ante, cum, in, inter, prae, post, super, sub, ob). Ook kan het gerundivum soms de dominante vorm zijn, waarbij de datief het handelend voorwerp is.